# Фемто-
фемто (от датски: femten – петнадесет) е десетична представка от система SI, въведена през 1964 г. Означава се с f и означава умножение с 10-15 (0,000 000 000 000 001, една квадрилионна).
Например: 700 fs = 700 × 10-15 s = 0,0000000000007 s